# Campeonato de Guayaquil de 1946
O Campeonato Amador de Guayaquil de 1946 ou mais conhecido como Liga Guayaquil de 1946 foi a 26ª edição dos torneios amadores de Guayas, este torneio foi organizado pela Federação Equatoriana de Guayaquil de Futebol, e no qual a equipe Emelec seria vista como campeã, para esta ocasião, após a redução de 12 para 6 equipes na temporada passada, foi necessário implementar que o torneio fosse disputado em partidas de ida e volta como uma inovação, além disso, o campeão desta edição representaria o Equador no Campeonato Sul-Americano de Campeões de 1948 a ser disputado; no Chile, a equipe 9 de Octubre obteria o quinto vice-campeonato, o terceiro consecutivo .

O Emelec obteria o título pela primeira vez neste torneio, enquanto o 9 de Octubre obteria o quinto vice-campeonato.

## Formato do torneio
A Liga Guayaquil de 1946 será disputada em formato de etapa única e será a seguinte:
Primeira Etapa (Estágio Único)
A Primeira Fase será disputada em jogos de ida e volta para definir o campeão da temporada, enquanto no rebaixamento cairá o time de pior campanha.

## Sedes
| Guayaquil              | Guayaquil         |
| ---------------------- | ----------------- |
| Estadio George Capwell | Municipal         |
| Capacidade: 11.000     | Capacidade: 5.000 |
|                        |                   |

## Equipes participantes
Estes foram as 6 equipes que participaram a Liga de Guayaquil de 1946.
| Equipes participantes | Equipes participantes | Equipes participantes |
| --------------------- | --------------------- | --------------------- |
| Emelec                | 9 de Octubre          | Patria                |
| LDU de Quito          | Norte América         | Panamá                |

## Partidas e resultados
| Rodada 1     | Rodada 1  | Rodada 1         |
| Equipe Local | Resultado | Equipe Visitante |
| ------------ | --------- | ---------------- |
| Patria       | 4-2       | 9 de Octubre     |
| Panamá       | 1-2       | Norte América    |
| LDU de Quito | 1-2       | Emelec           |

| Rodada 2     | Rodada 2  | Rodada 2         |
| Equipe Local | Resultado | Equipe Visitante |
| ------------ | --------- | ---------------- |
| Emelec       | 3-2       | Norte América    |
| 9 de Octubre | 2-1       | LDU de Quito     |
| Patria       | 2-2       | Panamá           |

| Rodada 3      | Rodada 3  | Rodada 3         |
| Equipe Local  | Resultado | Equipe Visitante |
| ------------- | --------- | ---------------- |
| Norte América | 1-1       | 9 de Octubre     |
| Panamá        | 2-2       | Emelec           |
| LDU de Quito  | 1-2       | Patria           |

| Rodada 4     | Rodada 4  | Rodada 4         |
| Equipe Local | Resultado | Equipe Visitante |
| ------------ | --------- | ---------------- |
| 9 de Octubre | 3-4       | Emelec           |
| Patria       | 3-4       | Norte América    |
| Panamá       | 3-0       | LDU de Quito     |

| Rodada 5      | Rodada 5  | Rodada 5         |
| Equipe Local  | Resultado | Equipe Visitante |
| ------------- | --------- | ---------------- |
| Emelec        | 3-1       | Patria           |
| Norte América | 5-1       | LDU de Quito     |
| Panamá        | 3-4       | 9 de Octubre     |

| Rodada 6      | Rodada 6  | Rodada 6         |
| Equipe Local  | Resultado | Equipe Visitante |
| ------------- | --------- | ---------------- |
| Emelec        | 7-2       | LDU de Quito     |
| 9 de Octubre  | 2-0       | Patria           |
| Norte América | 3-1       | Panamá           |

| Rodada 7      | Rodada 7  | Rodada 7         |
| Equipe Local  | Resultado | Equipe Visitante |
| ------------- | --------- | ---------------- |
| Norte América | 2-1       | Emelec           |
| LDU de Quito  | 2-3       | 9 de Octubre     |
| Panamá        | 1-0       | Patria           |

| Rodada 8     | Rodada 8  | Rodada 8         |
| Equipe Local | Resultado | Equipe Visitante |
| ------------ | --------- | ---------------- |
| Emelec       | 2-3       | Panamá           |
| 9 de Octubre | 3-3       | Norte América    |
| Patria       | 3-2       | LDU de Quito     |

| Rodada 9      | Rodada 9  | Rodada 9         |
| Equipe Local  | Resultado | Equipe Visitante |
| ------------- | --------- | ---------------- |
| Emelec        | 3-3       | 9 de Octubre     |
| Norte América | 0-0       | Patria           |
| LDU de Quito  | 1-1       | Panamá           |

| Rodada 10    | Rodada 10 | Rodada 10        |
| Equipe Local | Resultado | Equipe Visitante |
| ------------ | --------- | ---------------- |
| Patria       | 2-4       | Emelec           |
| LDU de Quito | 1-0       | Norte América    |
| 9 de Octubre | 3-1       | Panamá           |

## Classificação final
Pts=Pontos; PJ=Partidas jogados; G=Partidas ganhado; E=Partidas empatados; P=Partidas Derrotado; GF=Gols a favor; GC=Gols contra; Dif=Diferença de gols
| Equipes       | PJ | PG | PE | PD | GF | GC | DG  | PTS |
| ------------- | -- | -- | -- | -- | -- | -- | --- | --- |
| Emelec        | 10 | 6  | 2  | 2  | 30 | 21 | +9  | 14  |
| 9 de Octubre  | 10 | 5  | 3  | 2  | 26 | 22 | +4  | 13  |
| Norte América | 10 | 5  | 2  | 3  | 22 | 15 | +7  | 12  |
| Panamá        | 10 | 3  | 3  | 4  | 18 | 19 | -1  | 9   |
| Patria        | 10 | 3  | 2  | 5  | 17 | 21 | -4  | 8   |
| LDU de Quito  | 10 | 1  | 1  | 8  | 12 | 28 | -13 | 3   |

|  | Campeão e classificado para o Campeonato Sulamericano de Campeões 1948. |
|  | Vice-campeão.                                                           |
|  | Rebaixado para Serie B.                                                 |

## Campeão
| Campeonato de Guayaquil de 1946 |
| ------------------------------- |
| Emelec CAMPEÃO 1° Titulo        |